# Oldsmobile Achieva
Oldsmobile Achieva (укр.: Олдсмобайл Ачіва) — це передньопривідний компактний седан і купе, який було представлено Oldsmobile у 1992 модельному році.  Achieva базувалася на платформі GM N-body, яку також використовувала для своїх братів і сестер Pontiac Grand Am і Buick Skylark. Achieva замінила Cutlass Calais з N-кузовом після останнього 1991 модельного року та після 1998 модельного року припинили виробництво.

## Огляд
Achieva — це компактний автомобіль, який вироблявся підрозділом General Motors Oldsmobile з 1991 по 1998 рік і був доступний як седан або купе. Під час виробництва він пропонувався в чотирьох різних комплектаціях: S, SC, SL і SCX. 1998 рік став останнім модельним роком для Achieva, після чого її замінив у лінійці Oldsmobile Alero для 1999 модельного року.

## Початкове виробництво

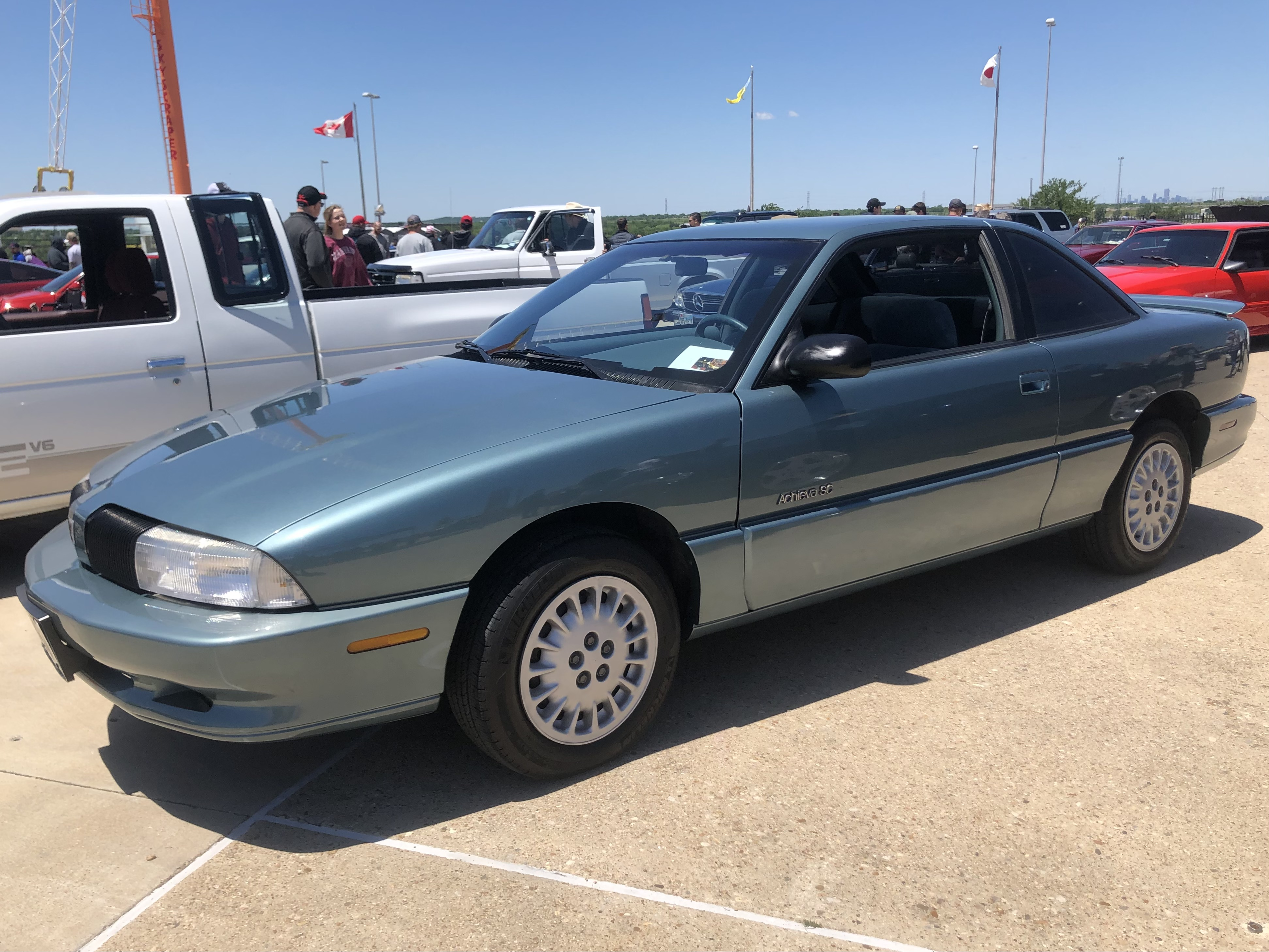
Oldsmobile Achieva SC в кузові купе

Achieva вперше була представлена як концепт-кар на Чиказькому автосалоні 1991 року, призначена для заміни компактних моделей Oldsmobile Calais. Calais і Achieva мають однакову передньопривідну архітектуру N-Body, включаючи однакову колісну базу. 
Виробництво Achieva почалося в 1992 модельному році. Він пропонувався в чотирьох різних комплектаціях: S і SL, доступні як для купе, так і для седанів, а також для спортивних купе SC і SCX. Базовий S пропонував 2,3-літровий 4-циліндровий двигун Quad OHC потужністю 120 к.с. (89 кВт), тоді як SL мав стандартний двигун Quad 4 DOHC потужністю 160 кінських сил (120 кВт), який був опціональним для моделі S. 3,3-літровий двигун V6 потужністю 160 к.с. (120 кВт) був опціональним для SL. 

Купе SC мало стандартний високопотужний двигун Quad 4 потужністю 180 к.с. (130 кВт) з 5-ступінчастою механічною коробкою передач або 3-ступінчастою автоматичною коробкою передач, а 3,3-літровий V6 був опцією.

## SCX

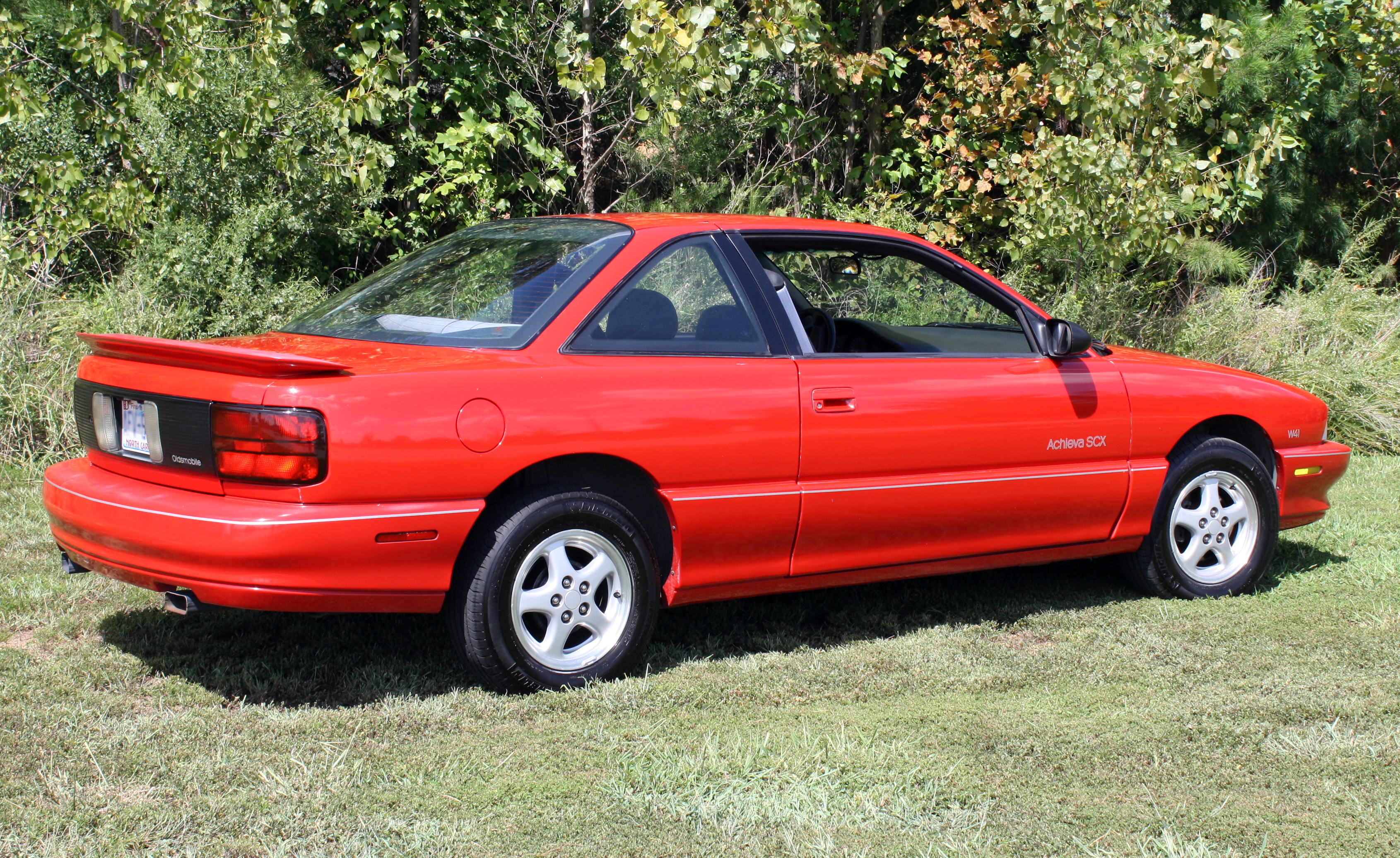
1992 Oldsmobile Achieva SCX купе

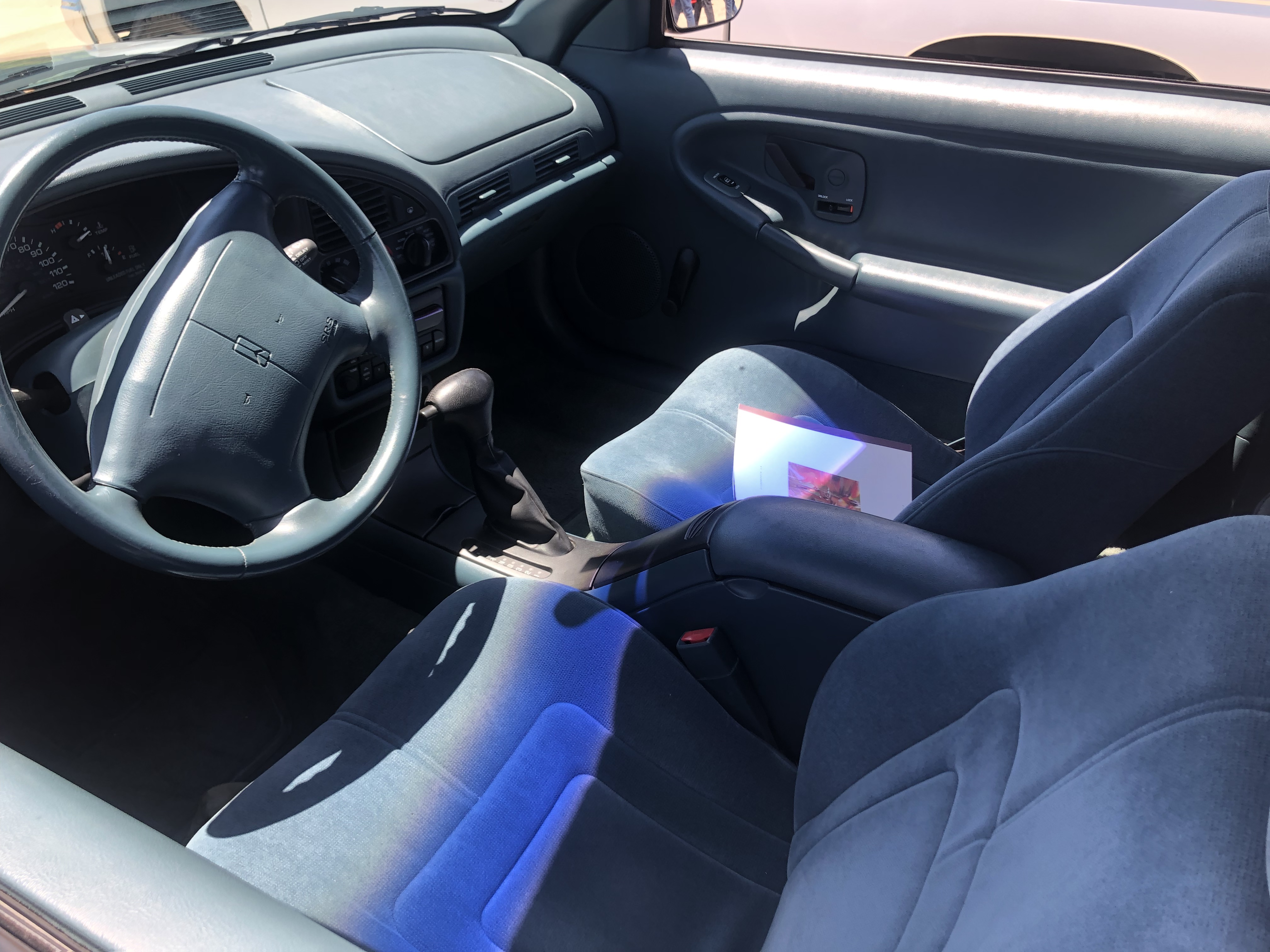
Інтер'єр купе Achieva SC 1996—1997 років

Купе W41 було представлено Oldsmobile у 1991 році на Cutlass Calais і пропонувалося до 1993 року на Achieva. Achieva SCX замінив попередній Cutlass Calais 442 W41 як компактний автомобіль з найкращою керованістю та найвищою потужністю в лінійці Oldsmobile, а також став останньою «W-машиною», яку Oldsmobile пропонував. SCX є більш потужною версією SC (спортивне купе), і тому використано глибшу кришку переднього бампера SC зі стандартними протитуманними фарами, нижнє облицювання кузова, кришку заднього бампера з подвійними вирізами наконечника вихлопної системи, а також унікальна срібляста смуга W41 навколо нижньої частини кузова, наклейки «W41» на передніх крилах і наклейки «Achieva SCX» на передніх краях дверей. Інші зміни зовнішнього вигляду пакета SCX W41 включали додавання спідометра 140 миль/год замість стандартного 120 миль/год, а також тахометра, що вказує на високу червону лінію 7200 об/хв.
Модифікації продуктивності головним чином відрізняли SCX від моделей SC і були розроблені, щоб зробити SCX конкурентоспроможним для використання в виставкових гонках, таких як IMSA Firehawk і SCCA GRAND-AM World Challenge. Це включало перехід на менший діаметр, але ширші шини V-rated P215/60VR14 BFGoodrich Comp T/A на литих алюмінієвих колесах 14x6,5 дюймів (порівняно з SC 205/55R16 на колесах 16x6 дюймів) та інші компоненти підвіски на підвісці FX3 RPO. Зміни в підвісці включали передню поперечну стійку збільшеного діаметра над базовою Achieva, ширшу задню вісь із подвійними задніми поперечними балками, стійки та амортизатори з електронним регулюванням «Computer Command Ride» (CCR), а також вищі пружини та втулки. зміни. (Подібна електронна підвіска CCR також пропонувалася як опція на Achieva SC, а також на платформі Buick Skylark і працює подібно до систем, пропонованих на моделях Cadillac і Corvette того часу.)
Трансмісія SCX включала найвищий потужний атмосферний чотирициліндровий двигун, який GM випускав до того часу: двигун W41 Oldsmobile Quad 4 потужністю 190 кінських сил. Порівняно зі стандартним LGO Quad 4 із потужністю 180 кінських сил, версія LGO Quad 4 W41 була оснащена іншими розподільними валами, вихлопною системою з низьким обмеженням з подвійними глушниками та спеціальним комп'ютерним калібруванням двигуна для систем запалювання та палива, які також підняв червону лінію двигуна до 7200 об/хв. Цей двигун був доповнений унікальною версією Getrag — за ліцензією GM-Muncie створив п'ятиступінчасту коробку передач Getrag 282 зі спеціальними другою та п'ятою передачами, а також іншим передавальним числом кінцевої передачі для швидшого прискорення та кращого перемикання передач, щоб підтримувати двигун у робочому стані. діапазон потужності.
Виробництво Achieva SCX у 1992 році становило 1146 автомобілів, виготовлених із (6) гоночними моделями з кодом C41 RPO з видаленням A/C: (1) яскраво-червоний, (2) середньо-гранатовий червоний, (1) аква, (1) сині та (1) білі машини. Звичайні моделі C60 RPO коду включали (472) яскраво-червоні, (42) середні гранатово-червоні, (218) чорні, (196) аква, (50) неоново-сині, (151) білі та (11) сірі автомобілі.
Виробництво SCX у 1993 році склало 500 вироблених автомобілів, включаючи (5) гоночних моделей C41 RPO з видаленням A/C, а саме: (1) яскраво-червоні, (1) морські та (3) білі автомобілі. Звичайні моделі C60 RPO включали (128) чорні, (191) яскраво-червоні, (20) середні гранатово-червоні, (73) аква, (8) неоново-сині, (70) білі та (5) величні перламутрові автомобілі.

## Виробничі зміни
1993: для другого модельного року двигуни запропонували зниження потужності на 5 кінських сил, щоб відповідати вимогам щодо викидів, зменшуючи потужність кожного двигуна. SCX пропонував 185 кінських сил протягом останнього року випуску, головним чином завдяки змінам випускного отвору в головці блоку циліндрів. Інші зміни включали переглянуте переднє кріплення двигуна та зміни блоку Quad 4 для покращення характеристик NVH.
1994: подушка безпеки на боці водія була додана як стандартна функція, а розроблений Buick 3,3 л «3300» V6 був замінений на 3,1 л «3100» V6 від Chevrolet.
1995: комплектація 1995 року була зменшена до однієї: купе SC і седан SL, розділені на дві групи, серії I та серії II відповідно до обладнання. Quad 4 потужністю 150 кінських сил (110 кВт) і 3,1-літровий V6 потужністю 155 кінських сил (116 кВт) були єдиними доступними двигунами для 1995 року; інші два двигуни з попереднього року були відкинуті.
1996: моделі 1996 року включали стандартний кондиціонер і денні ходові вогні. Панель приладів була перероблена та стала спільною з Buick Skylark, показуючи переглянуті прилади та подушку безпеки з боку пасажира. Було додано рівень обладнання серії III, тоді як серія I тепер була доступна лише для купе. Новим базовим двигуном був 2,4-літровий чотирициліндровий «Twin Cam», який замінив 2,3-літровий Quad 4. Були невеликі зміни, окрім зменшення комплектації та опцій для останніх двох модельних років.
1997: Рівні комплектації були спрощені до серії I та II. Стандарт включав автоматичну коробку передач, більші шини, зовнішні дзеркала з електроприводом, регульовану поперекову опору з боку водія та стандартну систему контролю тяги. Моделі 1997 року відповідали стандартам бічного зіткнення, а серія II Coupe отримала легкосплавні колісні диски.
1998: Останнім модельним роком для Achieva став 1998 рік, більшість продажів припадає на автопарк клієнтів. Наприкінці виробництва Achieva була доповнена дещо більшим Cutlass, який перекривав виробництво Achieva з 1997 по 1999 рік. Обидві моделі були замінені в лінійці Oldsmobile на Alero в 1999 році. Cutlass і Alero були побудовані на переробленій платформі GMX130 N, яка мала спільну архітектуру шасі та платформи з Achieva.
Виробництво Achieva завершилося 4 грудня 1997 року.

## Комплектації та двигуни

### Рівні комплектації
4-дверний седан (1992—1998):
- S — 1992—1995
- SL — 1992—1998

2-дверне купе (1992—1997):
- S — 1992—1995
- SC — 1992—1997
- SCX — 1992—1993

### Двигуни
- 1992—1994 Quad OHC L40 2,3 л I4, 115 к.с. і 190 Н⋅м
- 1992—1995 Quad-4 LD2 2,3 л I4, 155—180 к.с. і 200 Н⋅м
- 1992—1994 Quad-4 LG0 2,3 л I4, 175—180 к.с. і 220 Н⋅м
- 1992—1993 Quad-4 2,3 л I4, 185—190 к.с. і 160 фунт·фут (SCX W41)
- 1992—1993 3300 3,3 л V6, 160 к.с. і 251 Н⋅м
- 1994—1998 3100 3,1 л V6 160 к.с. і 251 Н⋅м
- 1996—1998 LD9 2,4 л «Twin Cam» I4, 150 к.с. і 200 Н⋅м

## Автоспорт
Achieva виграв чемпіонат SCCA World Challenge з турінгових автомобілів з 1992 по 1994 рік. Станом на 2020 рік Oldsmobile є єдиним підрозділом GM, окрім Chevrolet (Sonic), якому вдалося це зробити, і лише одним із двох американських брендів (разом із Chrysler Eagle Talon, 1989—1991), щоб здійснити це в 1990-х роках. Dodge Shelby Charger виграв чемпіонат SCCA/Escort Endurance Championship у 1986 році.